# Loesenera gabonensis
Loesenera gabonensis är en ärtväxtart som beskrevs av François Pellegrin. Loesenera gabonensis ingår i släktet Loesenera och familjen ärtväxter. Inga underarter finns listade i Catalogue of Life.